# بوب كونينغهام (عازف جاز)
بوب كونينغهام (بالإنجليزية: Bob Cunningham)‏ هو عازف جاز أمريكي، ولد في 28 ديسمبر 1934 في كليفلاند في الولايات المتحدة، وتوفي في 1 أبريل 2017 في نيويورك في الولايات المتحدة.

## وصلات خارجية
- بوب كونينغهام على موقع ميوزك برينز (الإنجليزية)
- بوب كونينغهام على موقع ديسكوغز (الإنجليزية)